# 長頭副項鱨
長頭副項鱨，為輻鰭魚綱鯰形目脂鱨科的其中一種，為熱帶淡水魚，被IUCN列為瀕危保育類動物，分布於非洲喀麥隆南部流域，體長可達41.1公分，棲息在底層水域，生活習性不明。

## 扩展阅读
維基物種上的相關：長頭副項鱨